# 香港工會聯合會
香港工會聯合會（英語：Hong Kong Federation of Trade Unions），簡稱工聯會（HKFTU），是香港建制派組織，也是香港最大的工會聯合組織，成立於1948年，原稱「港九工會聯合會」，1986年改為現名。其旗下195個屬會和59個贊助會合共有超過41萬名屬會會員，同時在香港立法會和香港區議會、全國人大、全國政協佔有席位。其政治定位愛國愛港，支持中國共產黨。
以往選舉時會以「全力支持」民建聯名義參選，但在2008年起開始政黨化，並正式與民建聯分家兼且獨自派成員參選，因此現時只有少數成員同時持有民建聯黨籍。
工聯會屬下有195個屬會和59個贊助會，涵蓋行業廣泛，主要分為汽車鐵路交通業、海員海港運輸業、航空業、政府機構、公共事業、文職及專業、旅遊飲食零售業、服務業、製造業、造船機械製造業、建造業等，會員人數41萬餘人，為全香港會員人數最多及最具規模的工會，也是香港最大的建制派組織。

## 歷史

### 發動工人運動及策劃暴力事件
六七暴動，亦稱1967年香港左派暴動，當年的紅衛兵、亲共团体及人民日報称为香港反英抗暴斗争，是一場於1967年在英屬香港發生及持續近八個月的左派暴亂，當年在香港的左派組織為響應於同期在中國發生的文化大革命，並仿效澳門左派在一二·三事件成功壓服澳葡政府及驅逐中國國民黨勢力出澳門的鬥爭經驗，在中共港澳工委及新華社香港分社策動下香港左派團體於1967年年初起積極捕捉在香港發起騷亂及政治鬥爭的機會。同年4月香港人造花廠新蒲崗分廠發生勞資糾紛，以香港工聯會為首的左派團體連同左派媒體藉機利用這次工潮在5月發起騷亂及文革式鬥爭，香港工聯會領導層及左派團體領袖又於5月成立鬥委會，在港九各區連日策動騷亂，並發起罷工罷市試圖癱瘓香港經濟，中國當局亦向香港左派提供資金支持罷工，供港食品曾經大幅減少，左派企圖同時通過暴力及經濟手段動搖民心迫使港府屈服，可是左派團體發起的罷工罷市始終得不到普羅香港市民響應，7月起左派示威集會的規模大幅縮小，然而左派份子卻於同月發動炸彈襲擊浪潮，在5月至12月間於香港各區放置及投擲至少8,074件懷疑爆炸品，當中有1,167枚真炸彈，左派策動炸彈襲擊平民的恐怖活動，終導致在香港的中共組織及左派團體盡失民心，港府於同年12月基本平息這場導致多人死傷的暴動。

### 創辦勞工子弟學校
1966年以前，香港有6間官立小學，而每學年的學費是30元；而私立學校甚至收費100元以上(這段不實，因為在深水埗長沙灣，60年已有福華街，福榮街，李鄭屋，蘇屋南，蘇屋北，長沙灣警察小學。全部都有上，下午校。學費是5元)。這對於日薪僅1.5元的五金廠女工，是難以負擔的。1946年9月，工聯會前身的「港九勞工子弟教育促進會」（後改名為「港九勞工教育促進會」，簡稱「勞教會」）創辦「勞工子弟學校」（簡稱「勞校」）。勞校為基層市民提供教育機會。初時，勞教會缺乏獨立校舍，只能借用海軍船塢華員職工會會址上課。直至1948年工聯會正式成立後，勞工子弟學校已有12間。
1949年5月時處於冷戰時期，而英國亦為海外領土展開防範赤化的工作。香港左翼工人勢力的增長，迫令香港政府企圖解散勞校。結果令涉事工人、家長、「勞校」師生展開大規模反抗活動。由於其左翼背景，劳工子弟学校在英國殖民時期受歧視，畢業生難以入職公務員。

### 五十年代的木屋區救災
香港重光後，社會百廢待興，政府資源有限。1940年代後期的戰亂和共產主義問題，令大量人從中國走難到香港。1950年代，香港處於高出生率，和收留大量難民的情況。香港人口變化導至房屋供應嚴重短缺，大量居民只能居於在山區自制的木屋，這些寮屋區包圍了香港市區，而且這些寮屋都是沒有標淮，並不安全的。
- 1951年11月21日，東頭村木屋區發生大火，有16,000人受災。當時香港底層民眾普遍生活困難，災民缺乏食物。工聯會翌日將5,000包餅乾送至災民手上[22]。

- 1953年12月25日，石硤尾發生大火，58,000名災民無家可歸。工聯會受「中國人民救濟總會」委託，於界限街、楓樹街長沙灣球場，將70萬斤大米和23萬港元款項發放給災民。當時一碗細蓉（雲吞麵）售價5毫[20]。

### 工人醫療所
香港1950年代失業問題嚴重，很多基層市民三餐不繼，更缺乏醫療及藥物。當時，工聯會創辦第一工人醫療所、九龍及香港兩間工人留產所、第二工人醫療所、荃灣工人醫療所、九龍及香港兩間中醫診所，為基層工人提供廉價醫療服務。

### 工人俱樂部
1958年8月，工聯會11屆二次會議議決籌建工人大會堂（「工人俱樂部」前身），9月成立了籌建工人大會堂委員會。1958年至1964年期間，工聯會為工人俱樂部四處籌款，引來眾多工人捐款響應。香港資深藝人周驄當時亦動員演藝界人士參與義演籌款。8月28日，工人俱樂部建成開幕，為當時工人提供了一個多樣化的活動場所。
籌委會由500位社會知名人士擔任，籌委會主任為陳耀材，籌委會副主任李生(首任工人俱樂部主任1965-1980)。

## 政治立場
工聯會是香港親中派的一員，另外亦對社會議題偏向保守。例如於香港LGBT權益議題上，郭偉強就曾經就自己襲擊陳志全一事，多次攻擊陳志全的性取向。

## 爭議

### 廢除集體談判權及市政局
工聯會被批評曾經多次投下出賣工人的議案，包括有1997年在臨時立法會陳榮燦投票支持廢除香港工人的集體談判權，由於原議案「並未建基於勞資雙方互相承認及尊重，資方在未清楚細節時定必反對集體談判權，因此應讓勞資雙方有協商才可行」，同時允許工會將資金用於境外社會運動。1998年，工聯會投票廢除市政局及區域市政局。

### 爭取並落實「男士侍產假」及落差
2012年，工聯會立法會議員黃國健及王國興均曾以「要求立法推行男士有薪侍產假」作為政綱，但是立法會討論男士3日有薪侍產假的《2014年僱傭(修訂)條例草案》時，公共專業聯盟梁繼昌議員提出臨時修正案，要求將假期增加至7日後，由於上述修正案並無於勞工顧問委員會獲得通過，因此工聯會全體議員皆沒有投票支持這項修訂。工聯會議員指：「不支持修訂是因為修訂等同推翻勞資談判結果，因為議員提出的修訂政府認為未取得勞顧會共識，政府強調3日侍產假的建議是經過勞顧會中勞資雙方反覆辯證而達成的共識並且平衡了勞方福利和資方承受力，政府稱如果議員提出之任何修訂獲通過，當局將無可奈何地撤回條例。最後工聯會迫於無奈只能投棄權票。」工聯會陳婉嫻事後說不投贊成票被斥責出賣工人「絕不好受」，亦介意有關指控。
2018年，工聯會和勞聯6位代表勞工階層的建制派議員支持政府提出的5日侍產假議案，但是反對由民主黨提出的7日侍產假臨時動議。當議案表決時，只是按下「出席」按鈕。他們指7日侍產假並未於勞顧會中取得共識，若於沒共識下通過，政府會收回法例，故他們要「務實」。而不支持修訂是因為修訂等同推翻勞資談判結果，破壞勞顧會共識，令資方有藉口拒絕談判，而該黨重視勞顧會談判結果，最後迫於無奈只能投棄權票，又稱希望立法會今次通過草案後，政府未來可繼續向7日的目標邁進。而7日侍產假提議最終相差5票被否決。

## 組織架構

### 第38屆常務理事會（2024-2026）
由30間工會組成，包括：

| - 香港護衛及物業管理從業員總會 - 汽車交通運輸業總工會 - 香港鐵路工會聯合會 - 海港運輸業總工會 - 貨櫃運輸業職工總會 - 香港海員工會 - 物流從業員工會 - 香港民用航空事業職工總會 - 政府人員協會 - 香港海關人員總會 - 香港醫療人員總工會 - 香港中華煤氣公司華員職工會 | - 香港IT人協會 - 香港洋務工會 - 香港文職及專業人員總會 - 香港銀行業僱員協會 - 香港保險業總工會 - 香港社工及福利人員工會 - 髮型化妝整體形象設計師總會 - 服務業總工會 - 社區、社會及個人服務業（新界西）總工會 - 香港百貨商業僱員總會 | - 香港旅遊業僱員總會 - 飲食業職工總會 - 港九紡織染業職工總會 - 香港五金電子科技業總工會 - 香港製造業總工會 - 香港印刷出版媒體業工會 - 香港電梯業總工會 - 香港建造業總工會 - 香港坭水建築業職工會 |

| 會長： - 吳秋北（香港文職及專業人員總會） 榮譽會長： 副會長： - 陳鄧源（香港製造業總工會） - 馬光如（香港社工及福利人員工會） - 曾志文（香港公共事業工會聯合會） - 程岸麗（香港鐵路工會聯合會） | 理事長： - 黃國（服務業總工會） 副理事長： - 林偉江（汽車交通運輸業總工會） - 魯志薪（香港鐵路員工總會） - 蘇栢燦（海港運輸業總工會） - 丘燿誠（香港洋務工會） - 鄧家彪（香港社工及福利人員工會） - 陳穎欣（香港海關人員總會） - 李廣宇（香港I.T.人協會） - 周思傑（香港建造業總工會） - 張凱榮（政府人員協會） - 林千國（飲食業職工總會） | 秘書長： - 馬光如（兼任副會長） 副秘書長： - 馮鈺鋒（兼任優惠中心董事長） - 楊榮輝（兼任進修中心主任） - 陳善明（兼任司庫） - 謝宏儒 會務顧問： - 潘江偉 - 林淑儀 - 黃國健 - 陳婉嫻 |

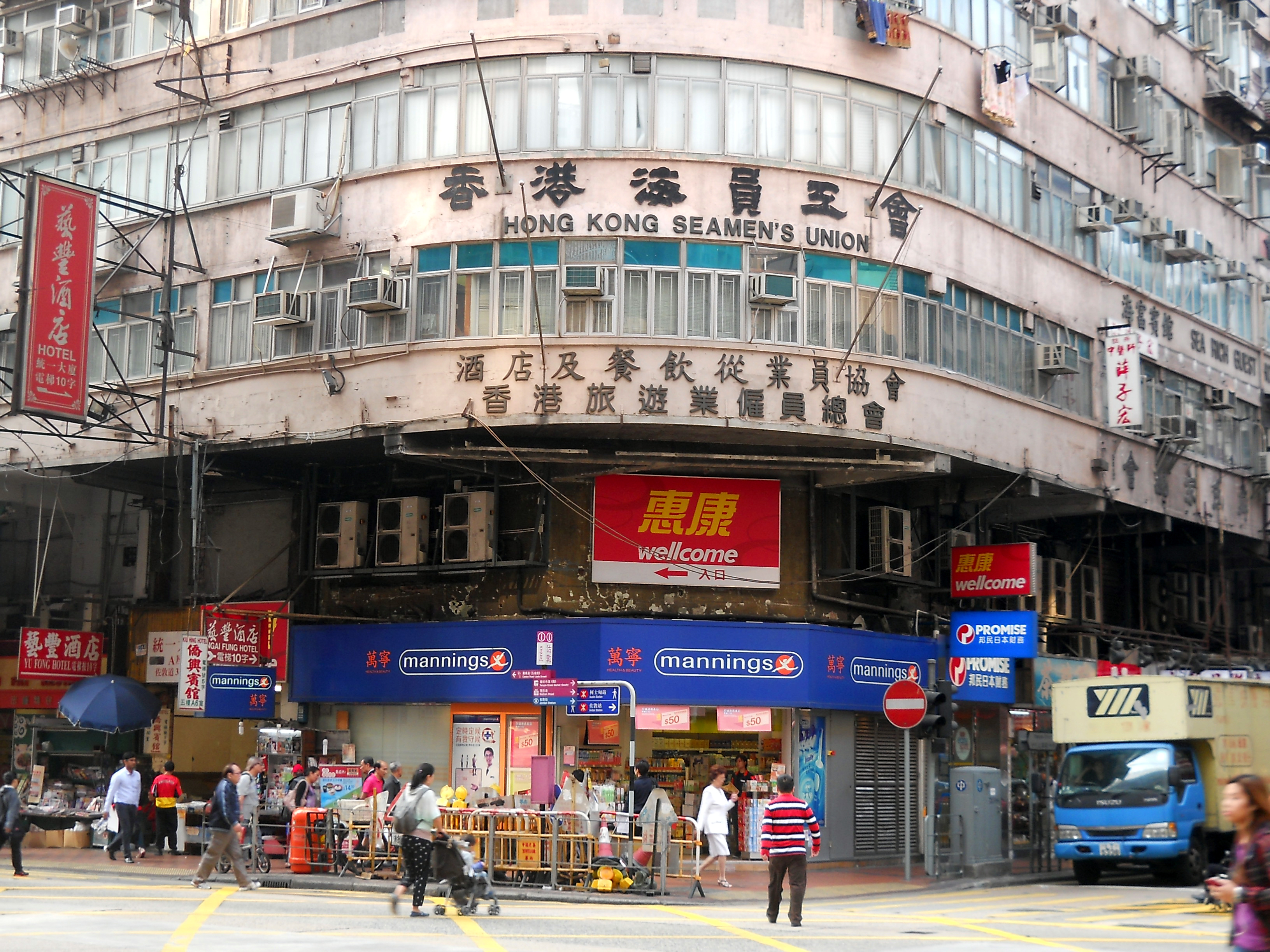
香港海員工會
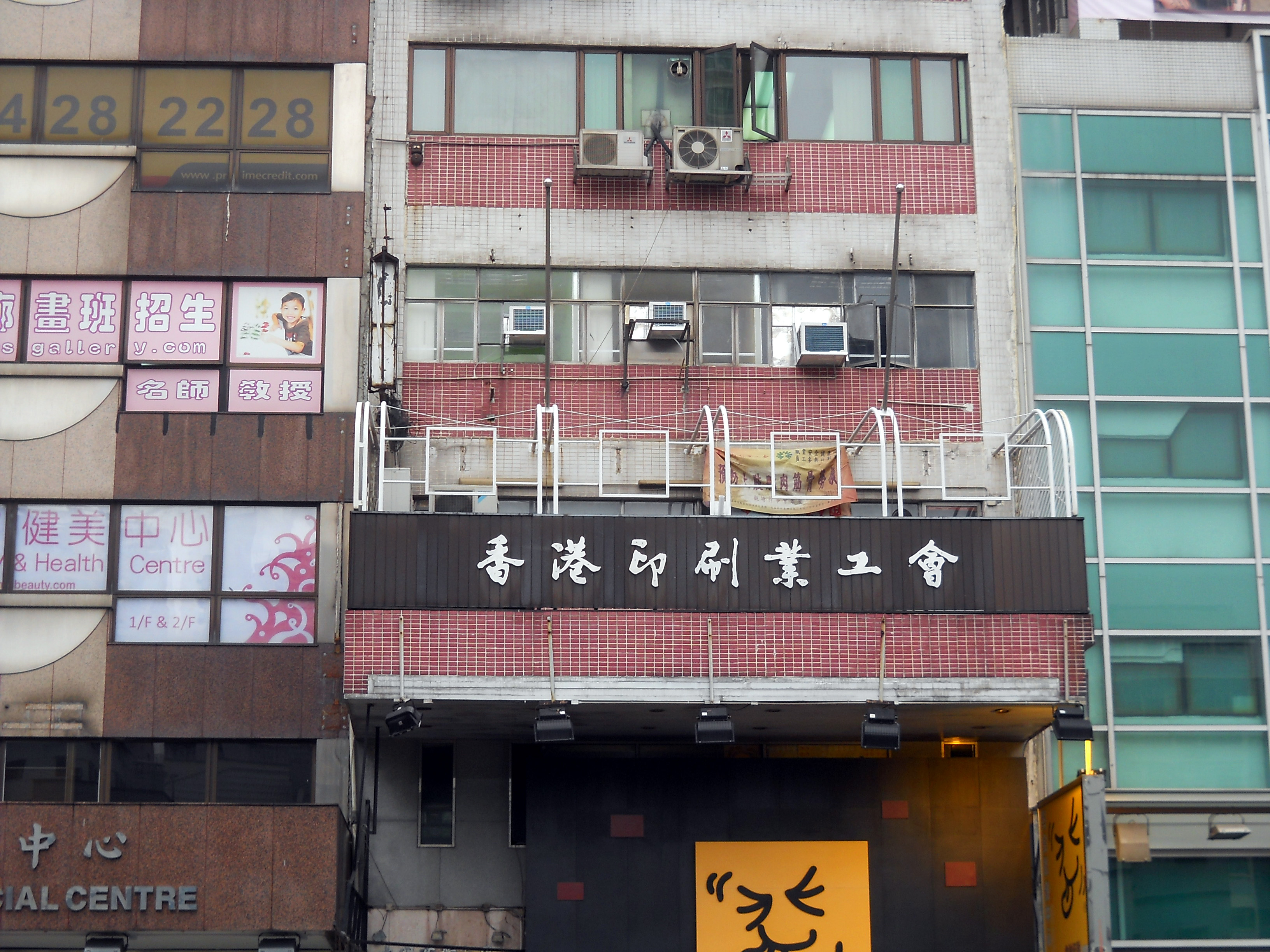
香港印刷業工會
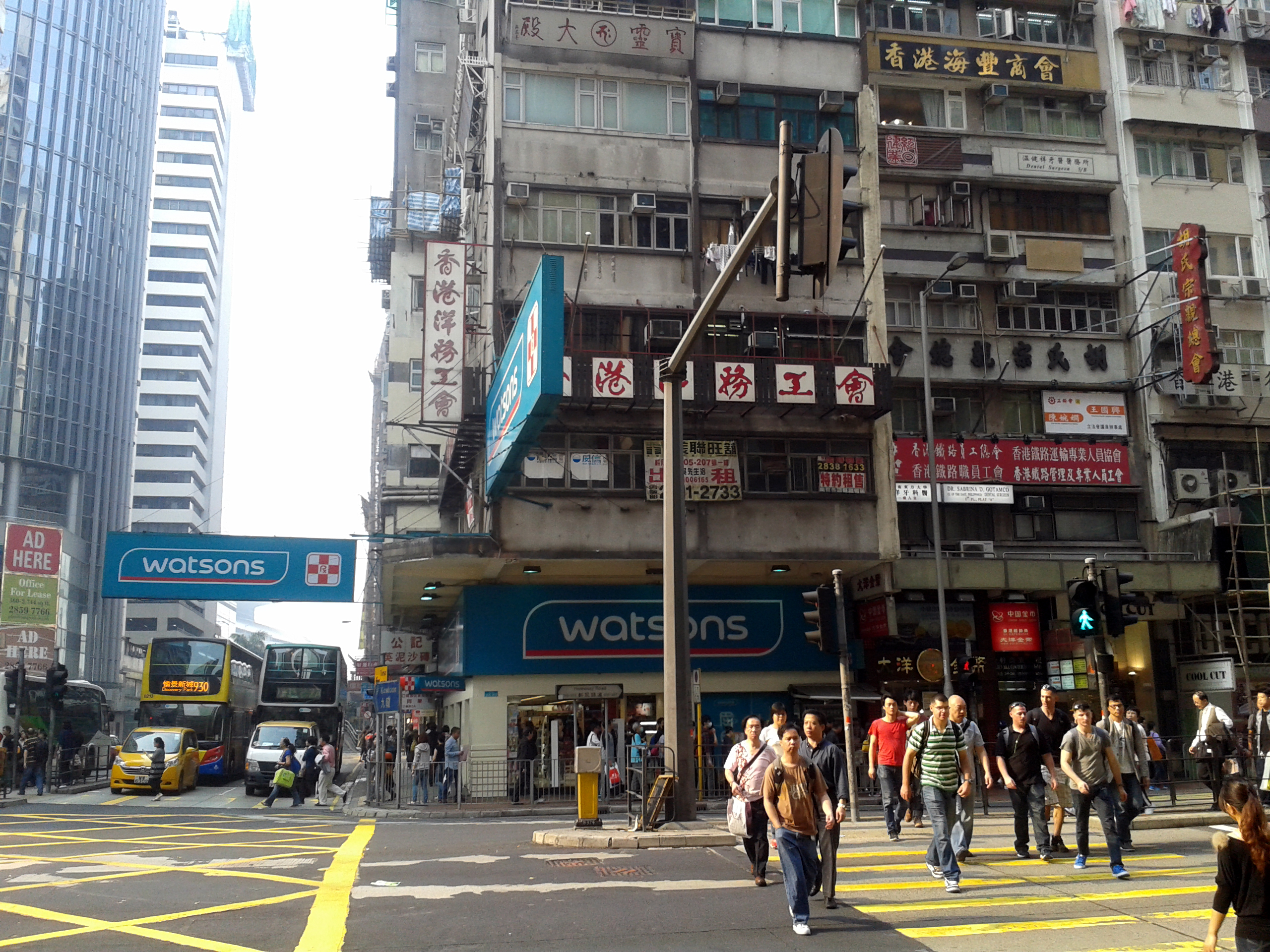
香港洋務工會
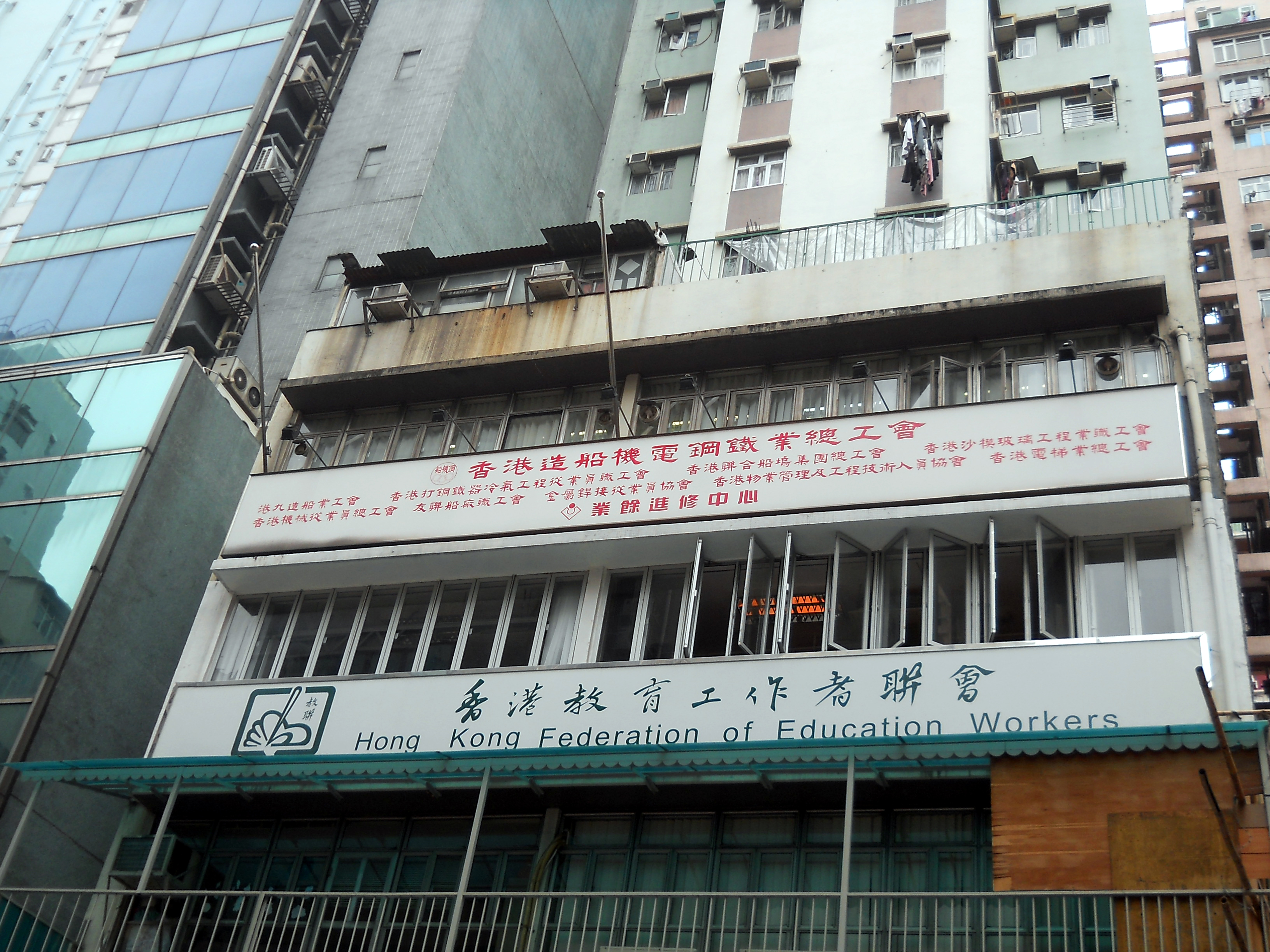
香港造船機電鋼鐵業總工會
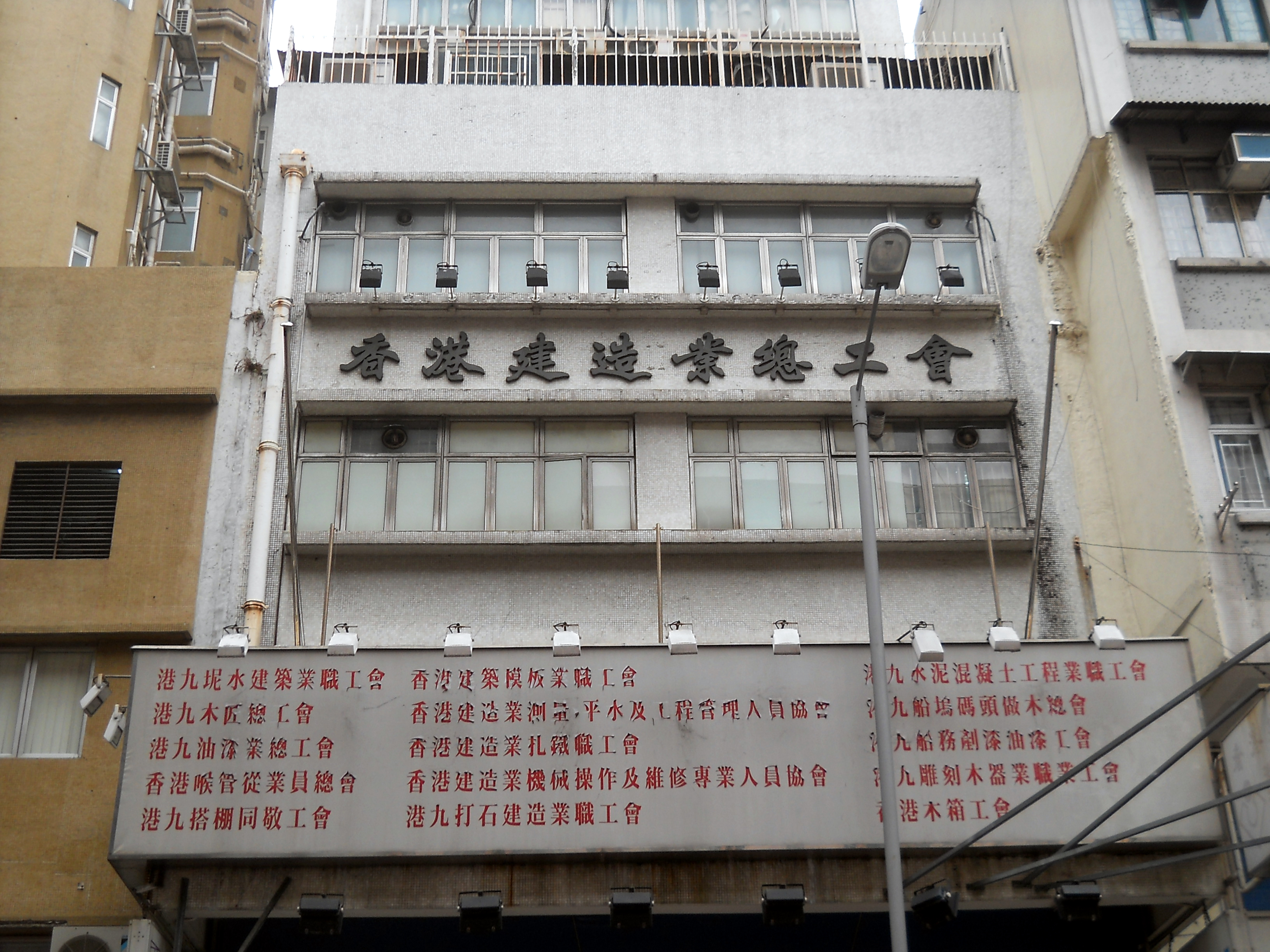
香港建造業總工會

| 1. 陳耀材（1957-1980） 2. 楊光（1980-1988） 3. 李澤添（1988-2000） 4. 鄭耀棠（2000-2012） 5. 林淑儀（2012-2018） 6. 吳秋北（2018-） 1. 鄭耀棠（2012-2018） 2. 陳婉嫻（2012-2021） 3. 林淑儀（2018-2024） 4. 黃國健（2021-2024） | 1. 朱敬文（1948-1949） 2. 張振南（1949-1951） 3. 陳文漢（1951-1954） 4. 陳耀材（1954-1957） 5. 李生（1957-1962） 6. 楊光（1962-1980） 7. 潘江偉（1980-1986） 8. 鄭耀棠（1986-2000） 9. 黃國健（2000-2009） 10. 吳秋北（2009-2018） 11. 黃國（2018-） |

## 歷任主要官員及行政會議成員
- 行政會議非官守議員：鄭耀棠（2002-2017）
- 行政會議非官守議員：黃國健（2017-2022）
- 勞工及福利局副局長：何啟明（2020-）
- 行政會議非官守議員：吳秋北（2022-）
- 民政及青年事務局局長：麥美娟（2022-）

## 議員

### 立法會議員
| 席位       | 選區／界別     | 議員     | 2004-2008 | 2008-2012 | 2012-2016 | 2016-2021                              | 2022-2025 | 備註                                 |
| ---------- | -------------- | -------- | --------- | --------- | --------- | -------------------------------------- | --------- | ------------------------------------ |
| 地方選區   | 香港島         | 王國興   |           |           |           |                                        |           |                                      |
| 地方選區   | 香港島         | 郭偉强   |           |           |           |                                        |           |                                      |
| 地方選區   | 香港島東       | 吳秋北   |           |           |           |                                        |           |                                      |
| 地方選區   | 九龍東         | 陳婉嫻   |           |           |           |                                        |           |                                      |
| 地方選區   | 九龍東         | 黃國健   |           |           |           |                                        |           |                                      |
| 地方選區   | 九龍東         | 鄧家彪   |           |           |           |                                        |           |                                      |
| 地方選區   | 新界西         | 王國興   |           |           |           |                                        |           |                                      |
| 地方選區   | 新界西         | 麥美娟   |           |           |           |                                        |           |                                      |
| 地方選區   | 新界西南       | 陳穎欣   |           |           |           |                                        |           |                                      |
| 功能界別   | 勞工界         | 鄺志堅   |           |           |           |                                        |           |                                      |
| 功能界別   | 勞工界         | 王國興   |           |           |           |                                        |           |                                      |
| 功能界別   | 勞工界         | 潘佩璆   |           |           |           |                                        |           |                                      |
| 功能界別   | 勞工界         | 葉偉明   |           |           |           |                                        |           |                                      |
| 功能界別   | 勞工界         | 郭偉强   |           |           |           |                                        |           |                                      |
| 功能界別   | 勞工界         | 鄧家彪   |           |           |           |                                        |           |                                      |
| 功能界別   | 勞工界         | 何啟明   |           |           |           | →                                      |           | 於2020年6月1日出任勞工及福利局副局長 |
| 功能界別   | 勞工界         | 陸頌雄   |           |           |           |                                        |           |                                      |
| 功能界別   | 勞工界         | 梁子穎   |           |           |           |                                        |           |                                      |
| 功能界別   | 區議會（第二） | 陳婉嫻   |           |           |           |                                        | 不適用    |                                      |
| 選舉委員會 |                |          |           |           |           |                                        |           |                                      |
| 麥美娟     | 不適用         | 不適用   | 不適用    | 不適用    | →         | 於2022年7月1日出任民政及青年事務局局長 |           |                                      |
| 陸頌雄     | 不適用         | 不適用   | 不適用    | 不適用    |           |                                        |           |                                      |
| 黃國       | 不適用         | 不適用   | 不適用    | 不適用    |           |                                        |           |                                      |
| 所得議席   | 所得議席       | 所得議席 | 3         | 4         | 6         | 5→4                                    | 8→7       |                                      |

### 區議員
2024年至2027年，工聯會在17個區議會共有43個議席，議員包括：
| 區議會   | 選任方式       | 選區號碼       | 選區           | 議員   | 備註           |
| -------- | -------------- | -------------- | -------------- | ------ | -------------- |
| 中西區   | 委任界別       | 委任界別       | 委任界別       | 呂鴻賓 |                |
| 灣仔區   | 委任界別       | 委任界別       | 委任界別       | 林偉江 | 工聯會副理事長 |
| 東區     | 地方選區       | C2             | 康灣           | 吳清清 |                |
| 東區     | 地方選區       | C3             | 柴灣           | 何毅淦 |                |
| 東區     | 委任界別       | 委任界別       | 委任界別       | 梁力   |                |
| 南區     | 地方選區       | D1             | 南區東南       | 陳榮恩 |                |
| 南區     | 地方選區       | D2             | 南區西北       | 林詠欣 |                |
| 油尖旺區 | 地區委員會界別 | 地區委員會界別 | 地區委員會界別 | 孫智敏 |                |
| 油尖旺區 | 委任界別       | 委任界別       | 委任界別       | 許德亮 |                |
| 九龍城區 | 委任界別       | 委任界別       | 委任界別       | 黃文港 |                |
| 黃大仙區 | 地方選區       | H1             | 黃大仙東       | 譚美普 |                |
| 黃大仙區 | 地區委員會界別 | 地區委員會界別 | 地區委員會界別 | 莫健榮 |                |
| 黃大仙區 | 委任界別       | 委任界別       | 委任界別       | 丘燿誠 | 工聯會副理事長 |
| 觀塘區   | 地方選區       | J1             | 觀塘東南       | 簡銘東 |                |
| 觀塘區   | 地方選區       | J4             | 觀塘西         | 李嘉恆 |                |
| 觀塘區   | 地區委員會界別 | 地區委員會界別 | 地區委員會界別 | 程海欣 |                |
| 觀塘區   | 地區委員會界別 | 地區委員會界別 | 地區委員會界別 | 黃啟燊 |                |
| 觀塘區   | 委任界別       | 委任界別       | 委任界別       | 余邵倫 |                |
| 葵青區   | 地方選區       | S1             | 青衣           | 彭熠銘 |                |
| 葵青區   | 地方選區       | S2             | 葵涌東         | 周潔瑩 |                |
| 葵青區   | 地方選區       | S3             | 葵涌西         | 陳安妮 |                |
| 葵青區   | 地區委員會界別 | 地區委員會界別 | 地區委員會界別 | 李偉樂 |                |
| 葵青區   | 委任界別       | 委任界別       | 委任界別       | 劉美璐 |                |
| 葵青區   | 委任界別       | 委任界別       | 委任界別       | 歐志輝 |                |
| 葵青區   | 委任界別       | 委任界別       | 委任界別       | 蘇栢燦 | 工聯會副理事長 |
| 荃灣區   | 地方選區       | K1             | 荃灣西北       | 葛兆源 |                |
| 屯門區   | 地方選區       | L1             | 屯門東         | 馮沛賢 |                |
| 屯門區   | 地方選區       | L2             | 屯門西         | 徐 帆  |                |
| 屯門區   | 地區委員會界別 | 地區委員會界別 | 地區委員會界別 | 陳文偉 |                |
| 屯門區   | 委任界別       | 委任界別       | 委任界別       | 陳有海 |                |
| 屯門區   | 委任界別       | 委任界別       | 委任界別       | 馮鈺鋒 | 工聯會副秘書長 |
| 元朗區   | 地方選區       | M4             | 天水圍北       | 姚國威 |                |
| 元朗區   | 地區委員會界別 | 地區委員會界別 | 地區委員會界別 | 劉桂容 |                |
| 元朗區   | 委任界別       | 委任界別       | 委任界別       | 王曉山 |                |
| 北區     | 地方選區       | N2             | 紅花嶺         | 曾勁聰 |                |
| 大埔區   | 委任界別       | 委任界別       | 委任界別       | 陳勇華 |                |
| 沙田區   | 地方選區       | R3             | 沙田南         | 古偉冰 |                |
| 沙田區   | 地區委員會界別 | 地區委員會界別 | 地區委員會界別 | 李貞儀 |                |
| 沙田區   | 委任界別       | 委任界別       | 委任界別       | 陳善明 | 工聯會副秘書長 |
| 西貢區   | 地方選區       | Q2             | 將軍澳南       | 黃遠康 |                |
| 西貢區   | 地區委員會界別 | 地區委員會界別 | 地區委員會界別 | 鄭宇曦 |                |
| 西貢區   | 委任界別       | 委任界別       | 委任界別       | 黃宏滔 |                |
| 離島區   | 地方選區       | T1             | 離島           | 劉展鵬 |                |

除深水埗區議會外，工聯會在全港的區議會均有取得議席。
2020年至2023年，工聯會在6個區議會共有6個議席，議員包括：
| 2020年至2023年工聯會區議員 | 2020年至2023年工聯會區議員 | 2020年至2023年工聯會區議員 | 2020年至2023年工聯會區議員 | 2020年至2023年工聯會區議員 |
| 區議會                     | 選區號碼                   | 選區                       | 議員                       | 備註                       |
| -------------------------- | -------------------------- | -------------------------- | -------------------------- | -------------------------- |
| 東區                       | C19                        | 和富                       | 郭偉强                     | 同時兼任立法會議員         |
| 油尖旺區                   | E06                        | 旺角西                     | 許德亮                     |                            |
| 觀塘區                     | J19                        | 藍田                       | 簡銘東                     | 工聯會及民建聯成員         |
| 荃灣區                     | K09                        | 福來                       | 葛兆源                     |                            |
| 屯門區                     | L09                        | 景興                       | 陳有海                     | 屯門區議會主席             |
| 北區                       | N08                        | 盛福                       | 温和達                     | 工聯會及民建聯成員         |

2016年至2019年，工聯會在11個區議會共有30個議席，議員包括：
| 2016年至2019年工聯會區議員 | 2016年至2019年工聯會區議員 | 2016年至2019年工聯會區議員 | 2016年至2019年工聯會區議員 | 2016年至2019年工聯會區議員       |
| 區議會                     | 選區號碼                   | 選區                       | 議員                       | 備註                             |
| -------------------------- | -------------------------- | -------------------------- | -------------------------- | -------------------------------- |
| 東區                       | C07                        | 杏花邨                     | 何毅淦                     |                                  |
| 東區                       | C10                        | 小西灣                     | 王國興                     |                                  |
| 東區                       | C11                        | 景怡                       | 梁國鴻                     |                                  |
| 東區                       | C18                        | 和富                       | 郭偉强                     | 同時兼任立法會議員               |
| 東區                       | C27                        | 興東                       | 許林慶                     |                                  |
| 東區                       | C30                        | 上耀東                     | 趙資強                     |                                  |
| 東區                       | C35                        | 佳曉                       | 植潔玲                     | 2018年區議會補選勝出，民建聯成員 |
| 深水埗區                   | F10                        | 麗閣                       | 陳穎欣                     |                                  |
| 黃大仙區                   | H03                        | 龍上                       | 林文輝                     |                                  |
| 黃大仙區                   | H23                        | 彩雲西                     | 譚美普                     | 工聯會及民建聯成員               |
| 黃大仙區                   | H25                        | 彩虹                       | 莫建榮                     |                                  |
| 觀塘區                     | J17                        | 藍田                       | 簡銘東                     |                                  |
| 觀塘區                     | J20                        | 栢雅                       | 何啟明                     | 同時兼任立法會議員               |
| 荃灣區                     | K05                        | 福來                       | 葛兆源                     |                                  |
| 屯門區                     | L09                        | 景興                       | 陳有海                     |                                  |
| 屯門區                     | L10                        | 興澤                       | 徐帆                       |                                  |
| 屯門區                     | L23                        | 田景                       | 李洪森                     |                                  |
| 屯門區                     | L28                        | 富泰                       | 陳文偉                     |                                  |
| 元朗區                     | M20                        | 富恩                       | 劉桂容                     |                                  |
| 元朗區                     | M22                        | 天恆                       | 陸頌雄                     | 同時兼任立法會議員               |
| 元朗區                     | M23                        | 宏逸                       | 姚國威                     |                                  |
| 元朗區                     | M24                        | 晴景                       | 鄧焯謙                     |                                  |
| 北區                       | N07                        | 盛福                       | 溫和達                     |                                  |
| 北區                       | N10                        | 御太                       | 曾勁聰                     |                                  |
| 北區                       | N14                        | 天平西                     | 黃宏滔                     |                                  |
| 西貢區                     | Q24                        | 尚德                       | 簡兆祺                     |                                  |
| 葵青區                     | S08                        | 安蔭                       | 梁子穎                     |                                  |
| 葵青區                     | S18                        | 葵盛西邨                   | 劉美璐                     |                                  |
| 葵青區                     | S20                        | 偉盈                       | 麥美娟                     | 同時兼任立法會議員               |
| 離島區                     | T02                        | 逸東邨北                   | 鄧家彪                     | 工聯會及民建聯成員               |

## 全國人大代表及全國政協委員

### 第十四屆港區全國人大代表（2023-）
- 吳秋北（會長）

### 第十四屆港區全國政協委員（2023-）
- 黃國（理事長）
- 馬光如（秘書長）

## 選舉

### 立法會選舉
| 選舉          | 民選得票             | 民選得票比例         | 地方選區議席 | 功能界別議席 | 總議席 | 增減 |
| ------------- | -------------------- | -------------------- | ------------ | ------------ | ------ | ---- |
| 1998          | 同時以民建聯名義參選 | 同時以民建聯名義參選 | 1            | 1            | 2 / 60 | 1 ▲  |
| 2000          | 同時以民建聯名義參選 | 同時以民建聯名義參選 | 1            | 2            | 3 / 60 | 1 ▲  |
| 2004          | 52,564 ▲             | 2.97% ▼              | 1            | 2            | 3 / 60 | 0 ━  |
| 2008          | 86,311 ▲             | 5.70% ▲              | 2            | 2            | 4 / 60 | 1 ▲  |
| 2012          | 127,857 ▲            | 7.06% ▲              | 3            | 3            | 6 / 70 | 2 ▲  |
| 2016          | 169,854 ▲            | 7.71% ▲              | 3            | 2            | 5 / 70 | 1 ▼  |
| 2018 （補選） | 同時以民建聯名義參選 | 同時以民建聯名義參選 | ±0           | 不適用       | 0 / 4  | 0 ━  |

### 區議會選舉
| 選舉 | 民選得票  | 民選得票比例 | 民選議席 | 地區委員會議席 | 委任議席 | 當然議席 | 總議席   | 增減 |
| ---- | --------- | ------------ | -------- | -------------- | -------- | -------- | -------- | ---- |
| 1988 | 3,360     | 0.53%        | 2        | 不適用         | 0        | 0        | 2 / 264  | 2 ▲  |
| 1991 | 6,229 ▲   | 1.17% ▲      | 4        | 不適用         | 0        | 0        | 4 / 272  | 2 ▲  |
| 1999 | 1,074 ▼   | 0.13% ▼      | 1        | 不適用         | 0        | 0        | 1 / 390  | 3 ▼  |
| 2003 | 3,928 ▲   | 0.37% ▲      | 0        | 不適用         | 0        | 0        | 0 / 400  | 1 ▼  |
| 2007 | 42,045 ▲  | 3.69% ▲      | 15       | 不適用         | 1        | 0        | 16 / 405 | 16 ▲ |
| 2011 | 64,385 ▲  | 5.45% ▲      | 24       | 不適用         | 1        | 0        | 25 / 412 | 9 ▲  |
| 2015 | 95,583 ▲  | 6.61% ▲      | 29       | 不適用         | 不適用   | 0        | 29 / 431 | 4 ▲  |
| 2019 | 174,328 ▲ | 5.92% ▼      | 5        | 不適用         | 不適用   | 0        | 5 / 452  | 24 ▼ |
| 2023 | 206,285 ▲ | 17.61% ▲     | 18       | 9              | 16       | 0        | 43 / 470 | 38 ▲ |

已停止舉辦的立法局選舉
| 選舉 | 民選得票             | 民選得票比例         | 地方選區議席 | 功能界別議席 | 總議席 | 增減 |
| ---- | -------------------- | -------------------- | ------------ | ------------ | ------ | ---- |
| 1991 | 44,894 ━             | 3.28% ━              | 0            | 1            | 1 / 60 | 1 ━  |
| 1995 | 同時以民建聯名義參選 | 同時以民建聯名義參選 | 0            | 1            | 1 / 60 | 0 ━  |

## 外部連結
- 香港工會聯合會的Facebook專頁
- 香港工會聯合會（页面存档备份，存于）
- 香港護衛及物業管理從業員總會 （页面存档备份，存于）
- 工聯會香港立法會成員
- 臨時立法會
- 工聯會業餘進修課程資訊（页面存档备份，存于）
- 香港網絡大典上的相关条目：香港工會聯合會